# Banco Agrícola de China
El Banco Agrícola de China (chino simplificado: 中国农业银行股份有限公司; chino tradicional: 中國農業銀行股份有限公司; pinyin: Zhōngguó Nóngyè Yínháng; inglés: Agricultural Bank of China Limited, ABC) es uno de los "Cuatro Grandes" bancos de la República Popular de China. Fue fundado en 1951, y tiene su sede en Pekín con sucursales en toda China continental, además de Hong Kong y Singapur. En el 2007 empleaba a 447.519 personas. El actual presidente es Xiang Junbo.  
A finales del 2008, el Banco Agrícola de China se convirtió en el segundo mayor banco de China en términos de activos totales, que habían alcanzado 7,01 billones de yuanes, sólo superado por el Banco Industrial y Comercial de China. Los ingresos crecieron un 17,8 por ciento a 211.190 millones de yuanes, y los ingresos netos por intereses crecieron hasta un 23,1 por ciento a los 193.850 millones de yuanes.
El banco, en el que el Ministerio de Finanzas de la República Popular China y el Central Huijin tienen cada uno una participación del 50 por ciento, tiene en la mira una oferta pública de venta, pero no tiene una fecha firme.
El Banco Agrícola de China fue víctima del robo de banco más grande en la historia de China en abril de 2007, cuando dos directores de bóveda de la sucursal de Handan en la provincia de Hebei extraviaron casi 51 millones de yuanes.
A partir de 2024, el Banco Agrícola de China sigue operando en Rusia a pesar de las sanciones internacionales impuestas tras la invasión rusa de Ucrania. Mientras que muchas instituciones financieras occidentales se han retirado del mercado ruso, los bancos chinos, incluido el AgBank, han ampliado sus operaciones e influencia, cuadruplicando sus compromisos crediticios con bancos rusos para marzo de 2023.El ABC, junto con el Industrial and Commercial Bank of China (ICBC), el Bank of China y el China Construction Bank, incrementaron su compromiso conjunto con Rusia en 2.200 millones de dólares dentro de los 14 meses posteriores al inicio del ataque ruso a Ucrania, alcanzando los 9.700 millones de dólares. Los críticos sostienen que estas acciones socavan los esfuerzos internacionales para aislar económicamente a Rusia y permiten indirectamente su agresión continua contra Ucrania.